# Загайтов, Исаак Бениаминович
Исаак Бениаминович Загайтов (род. 23 августа 1934, Никополь, Днепропетровская область) — советский и российский экономист.

## Биография
В 1952 г. с отличием окончил среднюю школу, в 1957 г. с отличием окончил Московский Государственный Экономический институт по специальности «экономика сельского хозяйства». В 1962 году И. Б. Загайтов поступил в аспирантуру на кафедру политической экономии Воронежского сельскохозяйственного института. В 1972 г. защитил докторскую диссертацию на тему «Дифференциальная рента II в условиях сельскохозяйственного производства». Общий трудовой стаж И. Б. Загайтова составляет 67 лет, в том числе научно-педагогический стаж — 62 года.
Профессор И. Б. Загайтов является автором теории экономических патологий, автором-разработчиком уникальной технологии «ЗОНТ», позволяющей с большой заблаговременностью прогнозировать природные условия урожая, а также одним из авторов современной концепции рентообразования. Под руководством И. Б. Загайтов в 1978 году была создана Лаборатория долгосрочных прогнозов агроуниверситета, научным руководителем которой он является по настоящее время. Много и плодотворно профессор работает над решением проблемы повышения устойчивости сельскохозяйственного производства в условиях циклической динамики экономических событий.
Профессор И. Б. Загайтов принимал активное участие в разработке программ социально-экономического развития областей Центрально-Черноземной зоны Российской Федерации, и прежде всего Воронежской и Липецкой областей, а также Орловской области, сотрудничал с Думой и Администрацией Воронежской области; неоднократно был награждён дипломами ВДНХ, Российской агропромышленной выставки «Золотая осень», отмечался благодарностями Госплана и Гидрометцентра СССР, Министерства сельского хозяйства РФ, руководством ряда областей РФ.
Профессор И. Б. Загайтов является руководителем собственной научной школы «Научное обеспечение экономического предвидения и прогноза динамики общественного воспроизводства». Под его руководством защищены одна докторская и тринадцать кандидатских диссертаций. Более 25-ти лет Исаак Бениаминович Загайтов успешно работает профессором кафедры экономики АПК. Им разработан большой учебно-методический комплекс материалов (учебные пособия, рабочие тетради, методические указания и др.) для следующих значимых курсов: «Основы аграрной теории», «Экономика АПК», «Планирование и прогнозирование в АПК», «Актуальные вопросы теории планирования», «Стратегический анализ». 8 В списке научных трудов Загайтова И. Б. свыше 400 научных работ, в том числе более 70 монографий. В 2012—2024 гг. изданы 17 авторских монографий, объединённых названием «Актуальные проблемы фундаментальной и прикладной экономической науки».

## Основные даты жизни и деятельности
1934 — Родился 23 августа в городе Никополь Днепропетровской области
1952—1953 Студент Московского экономико-статистического института
1953—1957 Студент Московского государственного экономического института
1957—1960 Председатель Райплана в поселке Кромы Орловской области
1960—1961 Зав. опорным пунктом ВНИЭСХ (поселок Кромы Орловской области)
1961—1962 Зав. опорным пунктом ВНИЭСХ (совхоз «Масловский» Воронежской области)
1962—1964 Аспирант кафедры политической экономии Воронежского СХИ
1964 Присвоение ученой степени кандидата экономических наук
1964—1965 Младший научный сотрудник Воронежского филиала ВНИЭСХ ЦЧЗ
1966—1969 Старший преподаватель Воронежского СХИ
1969—1972 Доцент кафедры политической экономии Воронежского СХИ
1972—1974 Руководитель отдела оценки сельскохозяйственных ресурсов ВНИЭСХ в г. Орле
1974—1977 Руководитель сектора межотраслевых связей ВНИЭСХ в г. Орле
1977 Присвоение ученой степени доктора экономических наук
1977—1992 Профессор кафедры политической экономии Воронежского СХИ
1992—1998 Профессор кафедры экономической теории Воронежского ГАУ (в связи с преобразованием Воронежского СХИ)
1998 — по настоящее время Профессор кафедры экономики АПК Воронежского ГАУ
2006 Награждение нагрудным знаком «Почетный работник высшего профессионального образования Российской Федерации» Министерства образования и науки РФ
2007 Присвоение звания «Заслуженный профессор Воронежского государственного аграрного университета»
2012 Награждение почетным знаком правительства Воронежской области «Благодарность от земли Воронежской» (к 100- летию Воронежского ГАУ)